# Nhữ Khê
Nhữ Khê là một xã thuộc tỉnh Tuyên Quang, Việt Nam.
Xã có diện tích 16,85 km², dân số năm 1999 là 4.612 người, mật độ dân số đạt 274 người/km².